# Judit Temes
Judit Temes   (Sopron, 10 d'octubre de 1930 - Budapest, 11 d'agost de 2013) fou una nedadora hongaresa, especialista en estil lliure, que va competir durant les dècades de 1940 i 1950.
Durant la seva carrera esportiva va prendre part en tres edicions dels Jocs Olímpics d'Estiu. El 1948, als Jocs de Londres, va disputar dues proves del programa de natació. Fou cinquena en els 4x100 metres lliures, mentre en els 100 metres lliures quedà eliminada en semifinals. Quatre anys més tard, als Jocs de Hèlsinki tornà a disputar dues proves del programa de natació. Va guanyar la medalla d'or en els 4x100 metres lliures, formant equip amb Ilona Novák, Éva Novák i Katalin Szőke, i la de bronze en els 100 metres lliures, rere Katalin Szőke i Hannie Termeulen. La tercera i darrera participació en uns Jocs fou el 1956, a Melbourne, on destaca una setena posició en la prova dels 4x100 metres lliures.
En el seu palmarès també destaquen una medalles d'or i una de plata al Campionat d'Europa de natació de 1954. dotze campionats universitaris i vint-i-nou campionats nacionals. També aconseguí diversos rècords del món.